# Sciaenochromis psammophilus
Sciaenochromis psammophilus, noto anche come kande blu elettrico, è una specie di ciclidi haplochromini endemica del Lago Malawi, che predilige acque con substrato sabbioso a profondità da 5 fino a 30 metri (16 fino a 98 ft). Può raggiungere una lunghezza di 11,6 centimetri (4,6 in) SL.